# Bering Nunatak
Bering Nunatak är en nunatak i Västantarktis. Argentina, Chile och Storbritannien gör anspråk på området. Toppen på Bering Nunatak ligger 1 454 meter över havet.
Terrängen runt Bering Nunatak är lite kuperad.